# Бањица (ТВ серија)
Бањица је југословенска ТВ серија, снимљена у продукцији ТВ Београд 1984. године. Аутори серије били су режисер Сава Мрмак и сценариста Синиша Павић. То је ТВ серија о потресним људским судбинама и страхотама концентрационог логора у Београду.

## Кратак садржај
Серија је снимљена поводом четрдесетогодишњице ослобођења Београда, октобра 1944. године. Серија прати живот логораша у последњој години злогласног Бањичког логора. 
На основу казивања преживелих логораша, писаних и сачуваних докумената и личних порука, као и реконструисаног амбијента у Музеју бањичког логора, сценариста Павић и редитељ Мрмак снимили су ТВ серију о потресним људским судбинама и страхотама концентрационог логора у Београду.

## Епизоде
| Сезона | Епизода | Назив | Датум            |
| ------ | ------- | ----- | ---------------- |
| 1      | 1       | /     | 7.октобра 1984.  |
| 1      | 2       | /     | 14.октобра 1984. |
| 1      | 3       | /     | 21.октобра 1984. |
| 1      | 4       | /     | 28.октобра 1984. |

## Улоге
| Глумац                 | Улога                              |
| ---------------------- | ---------------------------------- |
| Иван Бекјарев          | Светозар Вујковић (4 еп. 1984)     |
| Драгана Варагић        | Јованка Букумировић (4 еп. 1984)   |
| Јелица Сретеновић      | Ружица Букумировић (4 еп. 1984)    |
| Јелена Чворовић        | Лепосава Стаменковић (4 еп. 1984)  |
| Ерол Кадић             | Петер Кригер (4 еп. 1984)          |
| Даница Ристовски       | Србијанка Букумировић (3 еп. 1984) |
| Петар Банићевић        | Милан Недић (3 еп. 1984)           |
| Зоран Ранкић           | Радомир Чарапић (3 еп. 1984)       |
| Боривоје Стојановић    | Велибор Јонић (3 еп. 1984)         |
| Мирјана Блашковић      | Даринка Павловић (3 еп. 1984)      |
| Бранка Секуловић       | Дринка Павловић (2 еп. 1984)       |
| Мирко Буловић          | Бошко Бећаревић (2 еп. 1984)       |
| Бранислав Цига Јеринић | Драги Јовановић (2 еп. 1984)       |
| Миодраг Лончар         | Илија Паранос (2 еп. 1984)         |
| Љиљана Крстић          | Леонтина Краус (2 еп. 1984)        |
| Борис Андрушевић       | Боривоје Јонић (1 еп. 1984)        |
| Душан Тадић            | Генерал Коста Мушицки (1 еп. 1984) |
| Растислав Јовић        | Доктор Букић Пијаде (1 еп. 1984)   |
| Станимир Аврамовић     | Стеван Радовановић (1 еп. 1984)    |
| Младен Веселиновић     | Ива Павловић (1 еп. 1984)          |
| Милош Жутић            | Танасије Динић (1 еп. 1984)        |

 Остале улоге  ▼
| Глумац                  | Улога                                  |
| ----------------------- | -------------------------------------- |
| Варја Ђукић             | Јелена Антић (4 еп. 1984)              |
| Љиљана Драгутиновић     | Анка Кумануди (4 еп. 1984)             |
| Мирољуб Лешо            | (4 еп. 1984)                           |
| Јадранка Стилин         | (4 еп. 1984)                           |
| Растко Тадић            | Стражар (4 еп. 1984)                   |
| Марко Тодоровић         | Професор Антић (3 еп. 1984)            |
| Јелица Вучинић          | (3 еп. 1984)                           |
| Душица Жегарац          | (3 еп. 1984)                           |
| Елизабета Ђоревска      | (3 еп. 1984)                           |
| Дамјан Клашња           | (3 еп. 1984)                           |
| Слободан Колаковић      | Јован Прокић (3 еп. 1984)              |
| Миленко Павлов          | Стражар (3 еп. 1984)                   |
| Рас Растодер            | Логораш (3 еп. 1984)                   |
| Драган Бјелогрлић       | Добривоје Стојић (2 еп. 1984)          |
| Богдан Јакуш            | Перић (2 еп. 1984)                     |
| Милош Кандић            | Стражар (2 еп. 1984)                   |
| Мирјана Марић           | (2 еп. 1984)                           |
| Хајнц Нојбахер          | Преводилац (2 еп. 1984)                |
| Драгољуб Петровић       | (2 еп. 1984)                           |
| Љубо Шкиљевић           | (2 еп. 1984)                           |
| Љиљана Шљапић           | Вујковићева супруга (2 еп. 1984)       |
| Предраг Тасовац         | Министар (2 еп. 1984)                  |
| Владан Живковић         | Агент специјалне полиције (2 еп. 1984) |
| Мирослав Бијелић        | (1 еп. 1984)                           |
| Деметер Битенц          | Генерал (1 еп. 1984)                   |
| Гордана Бјелица         | (1 еп. 1984)                           |
| Душан Голумбовски       | Фридрих (1 еп. 1984)                   |
| Славка Јеринић          | Госпођа Букумировић (1 еп. 1984)       |
| Ђорђе Јовановић         | Вујковићев помоћник (1 еп. 1984)       |
| Звонко Јовчић           | Пролазник (1 еп. 1984)                 |
| Виктор Климпл           | (1 еп. 1984)                           |
| Љубица Ковић            | Милица Радулашки (1 еп. 1984)          |
| Миодраг Мики Крстовић   | Влајко Савић (1 еп. 1984)              |
| Татјана Лукјанова       | Аугуста Стојадиновић (1 еп. 1984)      |
| Предраг Милетић         | Немачки официр (1 еп. 1984)            |
| Предраг Милинковић      | Немачки официр (1 еп. 1984)            |
| Страхиња Мојић          | (1 еп. 1984)                           |
| Ратомир Пешић           | (1 еп. 1984)                           |
| Душан Петровић          | (1 еп. 1984)                           |
| Славољуб Плавшић Звонце | (1 еп. 1984)                           |
| Бошко Пулетић           | Витас (1 еп. 1984)                     |
| Аленка Ранчић           | Анкицина мајка (1 еп. 1984)            |
| Дина Рутић              | (1 еп. 1984)                           |
| Мида Стевановић         | Пекар (1 еп. 1984)                     |
| Слободан Стојановић     | (1 еп. 1984)                           |
| Зоран Стојиљковић       | Немац (1 еп. 1984)                     |
| Ратко Танкосић          | (1 еп. 1984)                           |
| Љубомир Ћипранић        | Стражар (1 еп. 1984)                   |
| Божидар Савићевић       | Савић (1 еп. 1984)                     |
| Жељка Башић             | (непознат број епизода)                |
| Миливоје Богатиновић    | (непознат број епизода)                |
| Владан Илић             | (непознат број епизода)                |
| Сузана Јосиповић        | (непознат број епизода)                |
| Ђорђе Кантар            | (непознат број епизода)                |
| Ана Кораћ               | (непознат број епизода)                |
| Миладин Костадиновић    | (непознат број епизода)                |
| Зоран Насковски         | (непознат број епизода)                |
| Бранко Обрадовић        | (непознат број епизода)                |
| Неда Осмокровић         | (непознат број епизода)                |
| Момчило Отовић          | (непознат број епизода)                |
| Гордана Тасић           | (непознат број епизода)                |

Комплетна ТВ екипа  ▼
| Редитељ                   | Сава Мрмак           | (4 еп. 1984)                         |
| Сценариста                | Синиша Павић         | (4 еп. 1984)                         |
| Продуцент                 | Зоран Милатовић      | продуцент (4 еп. 1984)               |
| Композитор                | Варткес Баронијан    | (4 еп. 1984)                         |
| Директор фотографије      | Слободан Обрадовић   | (4 еп. 1984)                         |
| Монтажер                  | Милосав Илић         | (4 еп. 1984)                         |
| Сценограф                 | Слободан Рундо       | (4 еп. 1984)                         |
| Уметнички директор        | Светислав Тодоровић  | (4 еп. 1984)                         |
| Костимограф               | Дивна Јовановић      | (4 еп. 1984)                         |
| Одсек за шминку           | Сава Кошничаревић    | шминкер (4 еп. 1984)                 |
| Одсек за шминку           | Јасмина Лилић        | шминкер (4 еп. 1984)                 |
| Одсек за шминку           | Весна Милошевић      | шминкер (4 еп. 1984)                 |
| Одсек за шминку           | Ратко Ристић         | шминкер (4 еп. 1984)                 |
| Менаџер продукције        | Миодраг Меденица     | вођа снимања (4 еп. 1984)            |
| Менаџер продукције        | Петар Ристић         | директор филма (4 еп. 1984)          |
| Менаџер продукције        | Милан Вукановић      | вођа снимања (4 еп. 1984)            |
| Помоћник режије           | Радојко Јоксић       | први помоћник редитеља (4 еп. 1984)  |
| Помоћник режије           | Михајло Тодоровић    | 2 помоћник редитеља (4 еп. 1984)     |
| Уметнички одсек           | Борис Бан            | сценски реквизитер (4 еп. 1984)      |
| Уметнички одсек           | Зоран Прерадовић     | сценски реквизитер (4 еп. 1984)      |
| Уметнички одсек           | Милан Радановић      | сценски реквизитер (4 еп. 1984)      |
| Одсек за звук             | Милан Анђелковић     | тон мајстор (4 еп. 1984)             |
| Одсек за звук             | Дарко Смиљанић       | микроман (4 еп. 1984)                |
| Одсек за звук             | Никола Стокановић    | микроман (4 еп. 1984)                |
| Специјални ефекти         | Војислав Ивановић    | пиротехничар (4 еп. 1984)            |
| Одсек за камеру и расвету | Владимир Амић        | вођа расвете (4 еп. 1984)            |
| Одсек за камеру и расвету | Деспот Деспотовић    | сниматељ (4 еп. 1984)                |
| Одсек за камеру и расвету | Мирослав Дражевић    | сценски радник (4 еп. 1984)          |
| Одсек за камеру и расвету | Сима Газикаловић     | први асистент сниматеља (4 еп. 1984) |
| Одсек за камеру и расвету | Слободан Гојковић    | техничар за осветљење (4 еп. 1984)   |
| Одсек за камеру и расвету | Сретен Ивановић      | сценски радник (4 еп. 1984)          |
| Одсек за камеру и расвету | Љубомир Јелић        | сниматељ (4 еп. 1984)                |
| Одсек за камеру и расвету | Радивоје Јовановић   | техничар за осветљење (4 еп. 1984)   |
| Одсек за камеру и расвету | Бранислав Кузмановић | први асистент сниматеља (4 еп. 1984) |
| Одсек за камеру и расвету | Драган Мадзгаљевиц   | сценски радник (4 еп. 1984)          |
| Одсек за камеру и расвету | Петар Петронијевић   | сценски радник (4 еп. 1984)          |
| Одсек за камеру и расвету | Милан Рајковић       | сниматељ (4 еп. 1984)                |
| Одсек за камеру и расвету | Младен Релиц         | први асистент сниматеља (4 еп. 1984) |
| Одсек за камеру и расвету | Илија Спасеновић     | сценски радник (4 еп. 1984)          |
| Одсек за камеру и расвету | Радиша Стевановић    | вођа расвета(4 еп. 1984)             |
| Одсек за камеру и расвету | Милисав Табаковић    | техничар за осветљење (4 еп. 1984)   |
| Одсек за камеру и расвету | Драган Тењовић       | техничар за осветљење (4 еп. 1984)   |
| Одсек за камеру и расвету | Радован Тодоровић    | сценски радник (4 еп. 1984)          |
| Одсек за камеру и расвету | Војислав Тодоровић   | сценски радник (4 еп. 1984)          |
| Одсек за камеру и расвету | Драган Врачар        | сценски радник (4 еп. 1984)          |
| Одсек за костим           | Хајдана Булајић      | асистент костимографа (4 еп. 1984)   |
| Одсек за костим           | Миодраг Јовановић    | гардеробер (4 еп. 1984)              |
| Одсек за костим           | Радиша Милојевић     | гардеробер (4 еп. 1984)              |
| Одсек за костим           | Радивоје Перишић     | гардеробер (4 еп. 1984)              |
| Одсек за костим           | Нада Тајсановић      | асистент костимографа (4 еп. 1984)   |
| Одсек за костим           | Мирка Тодоровић      | гардеробер (4 еп. 1984)              |
| Одсек за монтажу          | Драган Ковачевић     | видео миксер (4 еп. 1984)            |
| Остала екипа              | Војислав Ивановић    | оружар (4 еп. 1984)                  |
| Остала екипа              | Јелена Јовановић     | секретар режије (4 еп. 1984)         |
| Остала екипа              | Јелена Жигон         | секретар режије (4 еп. 1984)         |